# Marco Rasmijn
Marco 'Njaks' Rasmijn – arubański trener piłkarski.

## Kariera trenerska
W 2000 prowadził reprezentację Aruby.